# Ilex ferruginea
Ilex ferruginea är en järneksväxtart som beskrevs av Hand.-mazz. Ilex ferruginea ingår i släktet järnekar, och familjen järneksväxter. Inga underarter finns listade i Catalogue of Life.